# Koprnický potok
Koprnický potok je potok v okrese Mladá Boleslav ve Středočeském kraji, levostranný přítok potoka Kněžmostky. Délka jeho toku činí 5,4 km.

## Průběh toku
Potok pramení východně od vesnice Lítkovice. Celý svůj tok vede rovinatou krajinou zemědělského charakteru. Teče nejprve na západ, brzy na jih a podtéká železniční trať Bakov nad Jizerou – Kopidlno a silnici Lítkovice–Obrubce. Za ní se stáčí zpět k západu, protéká těsně severně kolem testovacího polygonu automobilky Škoda Auto. Poté v Chlumíně podtéka silnici a dále přijímá zleva krátký přítok. Poslední úsek ho obklopuje úzký pruh porostu, mění směr na severozápad, podtéka silnici Koprník–Násedlnice, přijímá znovu zleva krátký přítok a hned na to se vlévá do Kněžmostky.

## Historie
Koprnický potok dříve (cca 16. až 18. století) napájel několik rybníků včetně velkého Koprnického rybníka u Koprníku. Všechny byly později vysušeny pro potřeby zemědělské půdy.